# Nunca les creí
Nunca les creí es el tercer álbum de estudio de Miki González.

## Lista de canciones
Según material editado por la disquera Discos Independiente S.A.

Todas las letras escritas por Miki González, excepto donde se indique.
| Cara A |                              |        |          |  |
| N.º    | Título                       | Música | Duración |  |
| 1.     | «Un poquito de cariño»       |        |          |  |
| 2.     | «Nunca les creí»             |        |          |  |
| 3.     | «No te satisfací blues»      |        |          |  |
| 4.     | «La cosa está normal»        |        |          |  |
| 5.     | «La huelga de los panaderos» |        |          |  |

| Cara B |                               |        |          |  |
| N.º    | Título                        | Música | Duración |  |
| 6.     | «El llamado de carne»         |        |          |  |
| 7.     | «Es por ti»                   |        |          |  |
| 8.     | «A La Molina (por Francisco)» |        |          |  |
| 9.     | «Llévate al gato»             |        |          |  |
| 10.    | «Huay Not»                    |        |          |  |

## Personal
- Miki González - guitarras y voz
- Eduardo Freire - bajo y coros
- Filomeno Ballumbrosio - cajón, percusión, coros y voz
- Wicho García - teclados y coros
- Jorge Madueño - baterías

Músico invitados
- Carlos Espinoza - saxofones, armónica y piano en A3
- Antonio Alzamora
- Hugo Bravo
- José - solo de cajón en A4 y B4
- Flavia y Nati - coros en A1
- Cristina Seminario y Teresa - voces A5